# Sessions@AOL
Sessions@AOL är ett program på internet, förvaltat av AOL Music.
Några sångare som varit med:
- 50 Cent
- Alanis Morissette
- Ashanti
- Ashlee Simpson
- Avril Lavigne
- Christina Aguilera
- Christina Milian
- David Bowie
- Fergie
- Hilary Duff
- James Blunt
- Jennifer Love Hewitt
- John Mayer
- Kelly Clarkson
- JoJo
- Lil' Kim
- Mandy Moore
- Nelly Furtado
- Rihanna
- Robbie Williams

Några band/grupper som varit med:
- 30 Seconds to Mars
- AFI
- blink-182
- Coldplay
- Dashboard Confessional
- Evanescence
- Fall Out Boy
- Good Charlotte
- Green Day
- Gym Class Heroes
- Korn
- Linkin Park
- Maroon 5
- Muse
- My Chemical Romance
- Nickelback
- Pearl Jam
- Pussycat Dolls
- Red Hot Chili Peppers
- Tatu